# كيفن داوسون
كيفن داوسون (بالإنجليزية: Kevin Dawson)‏ (30 يونيو 1990 بدبلن في جمهورية أيرلندا - ) هو لاعب كرة قدم أيرلندي في مركز الوسط. شارك مع منتخب جمهورية أيرلندا تحت 18 سنة لكرة القدم. أما مع النوادي، فقد لعب مع نادي شيلبورن ويوفل تاون وSporting Fingal F.C. ‏.

## وصلات خارجية
- كيفن داوسون على موقع قاعدة بيانات كرة القدم.إي يو (الإنجليزية)
- كيفن داوسون على موقع Soccerbase.com (لاعب) (الإنجليزية)
- كيفن داوسون على موقع Soccerway.com (الإنجليزية)